# DBSCAN
DBSCAN (Density-Based Spatial Clustering of Applications with Noise, etwa: Dichtebasierte räumliche Clusteranalyse mit Rauschen) ist ein von Martin Ester, Hans-Peter Kriegel, Jörg Sander und Xiaowei Xu entwickelter Data-Mining-Algorithmus zur Clusteranalyse. Er ist einer der meistzitierten Algorithmen in diesem Bereich.
Der Algorithmus arbeitet dichtebasiert und ist in der Lage, mehrere Cluster zu erkennen. Rauschpunkte werden dabei ignoriert und separat zurückgeliefert.

## Übersicht

Punkte bei A sind Kernpunkte. Punkte B und C sind dichte-erreichbar von A und dadurch dichte-verbunden und gehören zum selben Cluster. Punkt N ist weder ein Kernpunkt noch dichte-erreichbar, also Rauschen.

Die Grundidee des Algorithmus ist der Begriff der Dichteverbundenheit. Zwei Objekte gelten als dichte-verbunden, wenn es eine Kette von dichten Objekten (Kernobjekte, mit mehr als {\displaystyle minPts} Nachbarn) gibt, die diese Punkte miteinander verbinden. Die durch dieselben Kernobjekte miteinander verbundenen Objekte bilden einen Cluster. Objekte, die nicht Teil eines dichte-verbundenen Clusters sind, werden als Rauschen (engl. Noise) bezeichnet.
In DBSCAN gibt es drei Arten von Punkten:
- Kernobjekte, welche selbst dicht sind.
- Dichte-erreichbare Objekte. Dies sind Objekte, die zwar von einem Kernobjekt des Clusters erreicht werden können, selbst aber nicht dicht sind. Anschaulich bilden diese den Rand eines Clusters.
- Rauschpunkte, die weder dicht, noch dichte-erreichbar sind.

Der Algorithmus hat zwei Parameter {\displaystyle \varepsilon } und {\displaystyle minPts}. 
- Dabei definiert {\displaystyle \varepsilon } die Nachbarschaftslänge eines Punktes: Von einem Punkt erreichbar ist ein zweiter Punkt genau dann, wenn sein Abstand kleiner als {\displaystyle \varepsilon } ist.
- {\displaystyle minPts} definiert dagegen, wann ein Objekt dicht (d. h. ein Kernobjekt) ist: wenn es mindestens {\displaystyle minPts} {\displaystyle \varepsilon }-erreichbare Nachbarn hat.

Dichte-erreichbare Punkte können von mehr als einem Cluster dichte-erreichbar sein. Diese Punkte werden von dem Algorithmus nicht-deterministisch einem der möglichen Cluster zugeordnet. Dies impliziert auch, dass Dichteverbundenheit nicht transitiv ist; Dichte-Erreichbarkeit ist nicht symmetrisch.

## Wichtige Eigenschaften
DBSCAN ist exakt in Bezug auf die Definition von dichte-verbunden und Noise. Das bedeutet, zwei dichte-verbundene Objekte sind garantiert im selben Cluster, während Rauschobjekte sicher in Noise sind. Nicht exakt ist der Algorithmus bei nur dichte-erreichbaren Objekten, diese werden nur einem Cluster zugeordnet, nicht allen möglichen.
Im Gegensatz beispielsweise zum K-Means-Algorithmus, muss nicht im vornherein bekannt sein, wie viele Cluster existieren.
Der Algorithmus kann Cluster beliebiger Form (z. B. nicht nur kugelförmige) erkennen.
DBSCAN ist weitgehend deterministisch und reihenfolgeunabhängig: Unabhängig davon, in welcher Reihenfolge Objekte in der Datenbank abgelegt oder verarbeitet werden, entstehen dieselben Cluster (mit der Ausnahme der nur dichte-erreichbaren Nicht-Kern-Objekte und der Cluster-Nummerierung).
Der Algorithmus kann mit beliebigen Distanzfunktionen und Ähnlichkeitsmaßen verwendet werden. Im Gegensatz zum K-Means-Algorithmus ist kein geometrischer Raum notwendig, da kein Mittelpunkt berechnet werden muss.
DBSCAN selbst ist von linearer Komplexität. Jedes Objekt wird im Wesentlichen nur einmal besucht. Jedoch ist die Berechnung der {\displaystyle \varepsilon }-Nachbarschaft im Regelfall nicht in konstanter Zeit möglich (ohne entsprechende Vorberechnungen). Ohne die Verwendung von vorberechneten Daten oder einer geeigneten Indexstruktur ist der Algorithmus also von quadratischer Komplexität.

## DBSCAN-Algorithmus
Die Originalfassung von DBSCAN kann durch folgenden Pseudocode beschrieben werden:
```
DBSCAN(D, eps, MinPts)
   C = 0
   for each unvisited point P in dataset D
      mark P as visited
      N = D.regionQuery(P, eps)
      if sizeof(N) < MinPts
         mark P as NOISE
      else
         C = next cluster
         expandCluster(P, N, C, eps, MinPts)
```

```
expandCluster(P, N, C, eps, MinPts)
   add P to cluster C
   for each point P' in N
      if P' is not visited
         mark P' as visited
         N' = D.regionQuery(P', eps)
         if sizeof(N') >= MinPts
            N = N joined with N'
      if P' is not yet member of any cluster
         add P' to cluster C
         unmark P' as NOISE if necessary
```

```
regionQuery(P, eps)
   return all points within P's eps-neighborhood (including P)
```

Alternativ könnte DBSCAN auch rekursiv implementiert werden (statt des join von {\displaystyle N} erfolgt ein rekursiver Aufruf), dies bietet aber keine nennenswerten Vorteile.

## DBSCAN (Rekursive Formulierung)
Die rekursive Implementierung zeigt anschaulicher, wie DBSCAN arbeitet. Da die Rekursionstiefe aber sehr hoch werden kann, ist die mengenbasierte normale Formulierung als Implementierung vorzuziehen.
```
DBSCAN(D, eps, MinPts)
   C = 0
   for each unvisited point P in dataset D
      mark P as visited
      N = getNeighbors(P, eps)
      if sizeof(N) < MinPts
         mark P as NOISE
      else
         C = next cluster
         add P to cluster C
         for P' in N
           if P' is not yet member of any cluster
             recursiveExpandCluster(P', C, eps, MinPts)
```

```
recursiveExpandCluster(P, C, eps, MinPts)
   add P to cluster C
   if P is not visited
     mark P as visited
     N = getNeighbors(P, eps)
     if sizeof(N) >= MinPts
       for P' in N
         if P' is not yet member of any cluster
           recursiveExpandCluster(P', C, eps, MinPts)
```

## Generalisierter DBSCAN
Die generalisierte Version von DBSCAN, GDBSCAN abstrahiert hier von der {\displaystyle \varepsilon }-Nachbarschaft und dem {\displaystyle minPts}-Dichtekriterium. Diese werden ersetzt durch ein Prädikat getNeighbors und einem Prädikat isCorePoint.
```
GDBSCAN(D, getNeighbors, isCorePoint)
   C = 0
   for each unvisited point P in dataset D
      mark P as visited
      N = getNeighbors(P)
      if isCorePoint(P, N)
         C = next cluster
         expandCluster(P, N, C)
      else
         mark P as NOISE
```

```
expandCluster(P, N, C)
   add P to cluster C
   for each point P' in N
      if P' is not visited
         mark P' as visited
         N' = getNeighbors(P')
         if isCorePoint(P', N')
            N = N joined with N'
      if P' is not yet member of any cluster
         add P' to cluster C
```

Verwendet man eine {\displaystyle \varepsilon }-Bereichsanfrage als getNeighbors und den {\displaystyle minPts}-Test als isCorePoint-Prädikat, so erhält man offensichtlich den ursprünglichen DBSCAN-Algorithmus.

## Erweiterungen von DBSCAN
Auf diesem Algorithmus basieren unter anderem
- OPTICS - Ordering Points To Identify the Clustering Structure
- Shared-Nearest-Neighbor-Clustering - Finding Clusters of Different Sizes, Shapes, and Densities in Noisy, High Dimensional Data
- PreDeCon - Density Connected Clustering with Local Subspace Preferences
- SubClu - Density connected Subspace Clustering for High Dimensional Data
- 4C - Computing Clusters of Correlation Connected Objects
- ERiC - Exploring Complex Relationships of Correlation Clusters
- HDBSCAN - Hierarchical Density Based Clustering[5]

## Verwendung von DBSCAN
Der Algorithmus DBSCAN ist enthalten in
- ELKI (mit flexibler Indizierung und zahlreichen Varianten)
- Scikit-learn (mit Index für gängige Metriken)
- Weka (jedoch ohne Index-Unterstützung implementiert, sowie ineffizient)